# Anyphops kraussi
Espèce
Synonymes
- Selenops kraussi Pocock, 1898

Anyphops kraussi est une espèce d'araignées aranéomorphes de la famille des Selenopidae.

## Distribution
Cette espèce est endémique d'Afrique du Sud.

## Description
La femelle holotype mesure 14 mm.

## Étymologie
Cette espèce est nommée en l'honneur de Ferdinand Krauss.

## Publication originale
- Pocock, 1898 : Descriptions of three new species of spiders of the genus Selenops. Annals and Magazine of Natural History, sér. 7, vol. 2, p. 348-351 (intégral).